# David Emerson
David Lee Emerson PC (* 17. September 1945 in Montreal) ist ein kanadischer Politiker der Konservativen Partei Kanadas.

## Leben
Nach dem Schulbesuch begann Emerson ein Studium der Wirtschaftswissenschaften an der University of Alberta und schloss es nach einem Bachelor of Arts (B.A. Economics) im Jahr 1968 auch noch mit einem Master of Arts (M.A. Economics) 1970 ab. Darüber hinaus erwarb er einen Ph.D. in Wirtschaftswissenschaften an der Queen’s University in Kingston.
Emerson, der bis 2006 Mitglied der Liberalen Partei Kanadas war, amtierte zwischen 1984 und 1986 als Vizeminister für Finanzen und Vizeminister beim damaligen Premierminister von British Columbia, Bill Bennett.
Bei der Unterhauswahl 2004 wurde Emerson als Vertreter der Liberalen Partei in das Unterhaus gewählt und vertritt in diesem seither den Wahlkreis Vancouver Kingsway. Unmittelbar nach der Wahl berief ihn Premierminister Paul Martin zum Industrieminister in das 27. Kabinett und gehörte diesem bis zum Ende von Martins Amtszeit am 5. Februar 2006 an. Wie für Kabinettsmitglieder üblich, wurde er zugleich Mitglied des Kanadischen Kronrates.
Nachdem Emerson 2006 zur Konservativen Partei übergetreten war, ernannte ihn Premierminister Stephen Harper am 6. Februar 2006 zum Minister für internationalen Handel im 28. Kabinett. Nach dem Rücktritt von Außenminister Maxime Bernier am 26. Mai 2008 wurde Emerson am 29. Mai 2008 dessen Nachfolger und bekleidete dieses Amt bis zum 29. Oktober 2008.